# Franco Vázquez
Franco Damián Vázquez (nascut el 22 de febrer de 1989) és un futbolista professional italoargentí, que juga com a migcampista pel Parma de la Serie B.